# Merel Smulders
Pour les articles homonymes, voir Smulders.
Merel Smulders, née le 23 janvier 1998 à Nimègue, est une coureuse cycliste néerlandaise, spécialiste du BMX.

## Biographie
Sa sœur ainée est Laura Smulders, championne du monde de BMX 2018.

## Palmarès en BMX

### Jeux olympiques
- Tokyo 2020
  -  Médaillée de bronze du BMX

### Championnats du monde
- Bakou 2018
  -  Médaillée d'argent du BMX
- Nantes 2022
  -  Médaillée de bronze du BMX
- Glasgow 2023
  - 9e du BMX

### Coupe du monde
- 2015 : 51e du classement général
- 2016 : 19e du classement général
- 2017 : 32e du classement général
- 2018 : 29e du classement général
- 2019 : 24e du classement général
- 2021 : 6e du classement général
- 2022 : 7e du classement général
- 2023 : 5e du classement général
- 2024 : 8e du classement général

### Championnats d'Europe
- 2016
  -  Championne d'Europe du contre-la-montre en BMX
  -  Championne d'Europe de BMX juniors
- 2018
  -  4e du BMX
- 2019
  -  4e du BMX
- 2023
  -  Médaillée de bronze du BMX
  -  Médaillée de bronze du contre-la-montre par équipes en BMX
- Valmiera 2025
  -  Médaillée d'argent du BMX

### Coupe d'Europe
- 2017 : 21e du classement général
- 2018 : 13e du classement général
- 2019 : 1re du classement général, vainqueur d'une manche
- 2021 : 2e du classement général, vainqueur d'une manche

### Championnats nationaux
- 2018
  - 3e du championnat des Pays-Bas
- 2019
  - 3e du championnat des Pays-Bas
- 2023
  -  Championne des Pays-Bas de BMX

## Palmarès en pump track
- 2018
  -  Médaillée d'argent du championnat du monde de pump track